# Joseph Mössmer

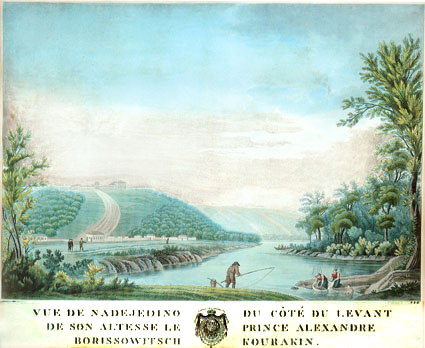
Vista del castillo de Nadejdino, c. 1800

Joseph Mössmer (1780-1845) fue un pintor austríaco e instructor en la Academia de Bellas Artes de Viena.
Nacido en Viena, desde 1796 estudió con Friedrich August Brand. Una vez finalizada la enseñanza en la Academia se dirigió a la  pintura de paisaje durante décadas, fomentando la pintura al aire libre, y ejerció una influencia considerable sin ganar mucha reputación por su habilidad.
En la Academia sus alumnos más notables incluyen a August Heinrich, Anton Altmann, y Friedrich Loos.